# Zapora Rihand
Zapora Rihand – zapora i elektrownia wodna na rzece Rihand, położona w północno-wschodniej części Indii, w okolicy osady Pipri. Jest największym obiektem tego rodzaju w indyjskim stanie Uttar Pradesh. 
Zapora została wybudowana w latach 1953–1964 kosztem 375 milionów rupii. Długość zapory wynosi 934 metry, zaś jej maksymalna wysokość 91,5 metra. Powierzchnia powstałego w wyniku spiętrzenia rezerwuaru wynosi 460 km², a jego pojemność 10,3 km³. Zapora Rihand jest jednym z kilku obiektów tego rodzaju zlokalizowanych w północno-wschodniej części Indii. W stosunkowo bliskiej odległości znajdują się także inne zapory o znaczącej wielkości (Singrauli, Vindyachal, Anpara & Sasan).
Podstawowym celem powstania zapory była ochrona przeciwpowodziowa, oraz irygacja okolicznych obszarów. Powstanie zapory zapewniło irygację rozległych obszarów pogranicza stanów Uttar Pradesh, Madhya Pradesh i Chhattisgarh. Maksymalna moc funkcjonującej w ramach kompleksu elektrowni wodnej wynosi 300 MW.
Konsekwencją powstania obiektu stało się przesiedlenie około 102 tysięcy okolicznych mieszkańców. W ostatnich latach coraz większą uwagę zwraca się na długotrwałe konsekwencje powstania obiektu dla gospodarki wodnej tej części stanu Uttar Pradesh.